# Ragnar Olson
Carl Adolf Ragnar Olson (Kristianstad, 10 de agosto de 1880-Bromma, 10 de julio de 1955) fue un jinete sueco que compitió en la modalidad de doma. Participó en los Juegos Olímpicos de Ámsterdam 1928, obteniendo dos medallas, plata en la prueba por equipos y bronce en individual.

## Palmarés internacional
| Juegos Olímpicos | Juegos Olímpicos         | Juegos Olímpicos  | Juegos Olímpicos |
| Año              | Lugar                    | Medalla           | Categoría        |
| ---------------- | ------------------------ | ----------------- | ---------------- |
| 1928             | Ámsterdam (Países Bajos) | Medalla de plata  | Por equipos      |
| 1928             | Ámsterdam (Países Bajos) | Medalla de bronce | Individual       |